# Estroma (filosofía)
En el materialismo filosófico, en metafísica, el estroma es el nombre usado para cada uno de los contenidos o partes que componen el mundo perceptible o mundus adspectabilis (Mi). Discutido ampliamente por el filósofo Gustavo Bueno, propone una sustitución que puede unificar conceptos globales como cosa, objeto, ser, ente, etc.. 
Dos filosofías se han desarrollado a partir de la idea inicial que aportan nuevos significados, una es la estromatología de carácter fenomenológico, de Ricardo Sánchez Ortiz de Urbina  y otra realista y cercana a la filosofía del lenguaje, la filosofía estromática de Antonio Muñoz Ballesta

## Etimología
El vocablo «estroma» es un neologismo extraído del texto Stromata de Clemente de Alejandría y del estroma como envoltura biológica.
Significa «capa»  que puede superponerse en un cúmulo de capas o estratos, los cuales, a su vez, son susceptibles de organizarse en una «estructura». El verbo stórnymi (o storénnymi) significa extender una capa. Strôma, en griego, o storea, en latín, es una capa extendida a la que se pueden superponer otras capas. El verbo griego stórnymi se relaciona así con los verbos latinos sterno (stratus) y con struo (structus).

## Descripción
El estroma tiene tres partes definidas, inseparables para el  sujeto operativo: La parte física, la parte psíquica y la parte conceptual.  Su sistema se enfrenta también al materialismo reduccionista, el que traduce la idea de “Naturaleza” en términos sustantivados o que ve en alguno de sus niveles —como lo físico o lo químico— el fundamento esencial último.
Estas partes fueron descritas para la redefinición filosófica de la materia como M1, M2 y M3. Estas partes mantienen una circularidad permanente.
La parte física (M1) también tiene tres partes inseparables, el  interior o dintorno, el contorno y el  entorno. Estas partes se están estudiando permanentemente en biología, matemáticas, diseño..
La parte psíquica o psicológica (M2) se refiere a la búsqueda de la verdad o expresión subjetiva. Esta parte es la parte relacional entre lo físico y lo conceptual y estudio de varias ciencias sociales y artes.
La parte lógica (M3) del estroma distingue lo verdadero de lo aparente (lenguaje, ciencia y filosofía)
Los estromas operan en el tiempo evolucionando de uno a otro ( fenomenología e historia). Un estroma puede, a su vez, albergar numerosos estromas (clasificación y categorización)

## Estromatología
Cuando la superposición de estromas o de estratos está articulada, habrá una estructura. De ahí que los filósofos sostienen designar una posible teoría de niveles fenomenológicos. Esta estudia la estructura foliátil, hojaldrada, ahojada, en "estratos" de los niveles intencionales, cuando se han retirado las estructuras eidéticas y cuando no hay la facilidad de un en-sí metafísico que obliga la escala eidética. La estabilidad se obtiene por medio de la articulación entre las correlaciones horizontales y las verticales, en lo que resultará ser una matriz fenomenológica.
El filósofo español Ricardo Sánchez Ortiz de Urbina propugna una filosofía fenomenológica estromatológica o dicho brevemente una «estromatología». Esta estructura da lugar, en cuanto se conoce la interrelación de sus niveles y partes, a una arquitectónica. Dicha arquitectónica funciona también como una «tectónica» fenomenológica, en cuanto pasa a ser esencialmente significativo el hecho de que las capas o niveles ocupen lugares superiores o inferiores. Estroma es, en definitiva, un nivel fenomenológico, y «estromatología», por tanto, la teoría sobre el funcionamiento de estos niveles.

La estromatología será pues un análisis de los diversos niveles de correlación intencional, previa disociación de la eidética y la intencionalidad.
 [Ricardo Sánchez Ortiz de Urbina ], "Estromatología", p. 24 

La disociación entre la eidética y la intencionalidad viene exigida porque la eidética funciona sobre un mundo percibido como un “continuo” (la cadena de los seres de Leibniz), pero con la cuántica la realidad ha pasado a ser discontinua.
Sánchez Ortiz de Urbina elaboró del estroma la estromatología como una filosofía fenomenológica, que se opone a distintas derivas fenomenológicas que él considera erróneas.: 101  En primer lugar, rechaza la propuesta idealista de Edmund Husserl y los husserlianos estrictos. Aunque Sánchez Ortiz toma de Husserl gran parte de sus líneas maestras, se distancia de él al entender que no hay un «ego trascendental». Sánchez Ortiz propone un nivel trascendental, el nivel originario que toda la especie humana comparte por igual, y hay múltiples egos, pero no hay un ego que sea trascendental, al modo de una instancia suprema desde donde el sujeto operaría. Aunque hay elementos trascendentales constitutivos de lo humano, no están configurados en forma de ego. Las distintas formaciones del ego se mueven en niveles trascendentales y no trascendentales pero, como un todo unitario, el ego no es trascendental. El ego trascendental idealista de Husserl es rechazado, pero con él también el “ego trascendental materialista” de Bueno, puesto que ya no cumpliría función alguna.
La estromatología se define también por su oposición a otros sistemas filosóficos: se opone a la filosofía espiritualista y a la filosofía idealista; en este sentido, es un «materialismo fenomenológico».: 119  Y contrasta también con el «materialismo filosófico» de Gustavo Bueno, en cuanto este sistema ha quedado prisionero, a su juicio, del eidetismo. Aunque la estromatología recoge del materialismo filosófico la diferencia entre M1 (materia física), M2 (materia psíquica) y M3 (esencias materiales), no define estos correlatos de materialidad por su relación con una supuesta materia-ontológico-general (sustituto materialista de la deidad), sino en función de un principio de correspondencia entre la scala naturae —la naturaleza tal como es conocida y descrita en niveles ónticos y evolutivos determinados— y el despliegue de los niveles estromatológicos que definen al ser humano.
En tercer lugar se opone a la deriva fenomenológica de la llamada fenomenología material, representada por Michel Henry. Para Henry, los fenómenos son manifestaciones hyléticas de la vida interior del humano: en esta verdadera realidad interior se daría la manifestación de lo real como aparición ante la conciencia.: 107  Sucede como si accediéramos al conocimiento por medio de una especie de revelación, a través de procesos materiales. Y entonces, si hay trascendencia en el conocimiento, esta tendría que venir de la trascendencia vertical. La trascendencia horizontal, la que procede de las síntesis intencionales y constituye, así, un mundo de objetos exteriores, no es necesaria en esta fenomenología material, según el balance que Urbina hace de Henry.

### Física cuántica
En las discusiones física/filosofía, la filosofía pretende no prescindir de la ciencia, menos aún ir contra ella, pero tampoco ser su subalterna. Kant fue el primer filósofo en explorar el significado y origen del conocimiento, describiendo su análisis con el término «método trascendental». La mecánica cuántica se rige por sus leyes: cuantización, superposición, incertidumbre, transprobabilidad, entrelazamiento y virtualidad. Estas leyes cuánticas tienen su exacto correlato en términos fenomenológicos. No es solo que el universo, que tendría 14 000 millones de años, durante sus primeros 300 000 años funcionara exclusivamente bajo leyes cuánticas, sin física clásica y sin que aún la luz se hubiera liberado, sino que estas leyes cuánticas siguen estando presentes en un universo que ha desplegado además otras leyes.
El ser humano está constituido según las leyes que rigen toda la materia (físico-químicas, biológicas…), pero la estromatología reconoce que todas ellas dependen en última instancia de las leyes cuánticas. De ahí, que el animal estromatológico no sea solo un homínido con cultura resultado de su evolución, y por tanto resultado de transformaciones dadas en la scala naturae, sino que es también un animal cuántico. La base de lo que hay sigue siendo cuántica, también en el hombre. Pero en cada despliegue de la serie natural (scala naturae), las leyes se reestructuran de modo singular, y en el caso del animal humano, la legalidad cuántica se traduce de manera fenomenológica. Para método trascendental, la fenomenología es la única filosofía correctamente orientada. Sus proponentes revisan los descarríos a los que todo sistema de ideas se expone. Y la estromatología pretende ser la corrección de esos errores filosóficos.

## Estromática
La filosofía estromática o Estromática de Antonio Muñoz Ballesta desarrolla la concepción del estroma del Materialismo Filosófico desde un punto de vista realista y cercano a la filosofía del lenguaje y de la literatura, teniendo en cuenta para ello la “Crítica de la razón literaria” de Jesús G. Maestro.
Defiende, por tanto, una filosofía realista, materialista, y filosófica del lenguaje, contraria a la de Ricardo Sánchez Ortiz de Urbina al rechazar expresamente la fenomenología: “La Estromática, obviamente, no puede confundirse con la estromatología o fenomenología materialista. La filosofía estromática o Estromática estudia los estromas ontológicos y gnoseológicos como conformaciones concretas hechas por el sujeto operatorio en sus técnicas, tecnologías, ciencias y tecnociencias”.
La filosofía estromática se divide en la filosofía Estromática ontológica y en la filosofía Estromática gnoseológica pues ya en los “ Ensayos materialistas”  y en “Materia” el propio Gustavo Bueno Martínez  estableció la posibilidad de analizar “la materia de las formas” y además en el glosario de la “Teoría del Cierre categorial”, también de Gustavo Bueno, se establece para el mundo interpretado ( Mi) la conjugación de la ontología y la gnoseología.
Para la filosofía estromática los seres humanos no son sólo intenciones o cerebros, sino que es el cuerpo entero humano, también con sus manos, lo que define a las personas, ya sea en la ética, moral, política, artes, ciencias y tecnociencias.
La filosofía estromática redefine, por tanto, el Mi del Materialismo filosófico en la Estromática Ei  y sostiene racionalmente una nueva ontología: “No hay M1, ni M2, ni M3 sin ser estromas. Todo estroma implica referencias fisicalistas, emociones psíquicas y  conceptos e  Ideas. Cuando en el estroma domina 1, tenemos E1, cuando domina 2, tenemos E2, y cuando domina 3 , tenemos E3, pero siempre se dan a la vez: E 123… y la técnica, tecnología y espacios científicos y tecnociencias son contenidos de Ei ( Ei que se presenta conjuntamente planteando la existencia, no sólo de estromas ontológicos, del mundo de la experiencia como los bosques o rebaños, sino de los estromas gnoseológicos en los que se encuentran los sujetos operatorios”

## Ejemplos
- El estroma del águila en vuelo, del sujeto operativo humano tiene una parte física M1 y en ella el contorno, sus plumas, su pico, sus alas ... tiene un interior o dintorno que asumimos y lo hace moverse, y esa águila tiene un entorno como el aire, la presa, el bosque ...
el estroma del águila tiene una parte psíquica M2 en el observador humano que duda de sus intenciones etc .. y también una parte conceptual M3 sobre algunas verdades ya establecidas sobre el águila, su concepto
- El estroma del edificio consta de partes que forman otras partes. El edificio era antes de piedra o madera que antes era un árbol, etc. que han evolucionado a través de operaciones estromáticas hasta el edificio

## Desarrollo
Tanto la filosofía estromática de A. Muñoz como la estromatrología de Urbina se han desarrollado a partir del concepto de estroma.
Numerosos estudios científicos se apoyan en este concepto, especialmente en el ámbito deportivo, la literatura, el arte pictórico y musical, la política, la psicología y la ecología